# Trinità dei Monti
La iglesia de Trinità dei Monti es una iglesia de Roma, muy conocida por su privilegiada ubicación en el centro histórico de la ciudad. 
Su nombre completo es Santissima Trinità al Monte Pincio (Santísima Trinidad en el Monte Pincio). Domina el paisaje urbano de la famosa Piazza di Spagna, pues se enclava en la cima de sus escalinatas. 

## Descripción
La primera parte de la iglesia fue construida entre 1502 y 1519 en estilo Gótico; la parte más antigua, cubierta de bóvedas de crucería ojivales, está delimitada por una verja de bronce. A la nave gótica se añadió, a mediados del siglo XVI, un nuevo edificio con una fachada adornada de dos campanarios simétricos, obra de Giacomo della Porta y Domenico Fontana. La iglesia fue consagrada en 1585 por Sixto V. 
En una de las primeras capillas Daniele da Volterra pintó en 1541 un célebre ciclo de frescos, entre los que se encuentra la bellísima Asunción, unánimemente considerada una de las obras maestras del Manierismo. La octava capilla derecha (cappella Massimo) conserva un ciclo de frescos de Perin del Vaga (Historia del Antiguo y del Nuevo Testamento; 1537), completado entre 1563 y 1589 por Taddeo y Federico Zuccari. En origen la iglesia conservaba también una pala de Jean Auguste Dominique Ingres. En el convento cabe destacar la Galleria prospettica, con frescos de Andrea Pozzo, con un singular ejemplo de anamorfosis; y la Stanza delle rovine, de finales del siglo XVIII, con frescos cuya sensibilidad apunta ya al Romanticismo, obra del artista francés Charles-Louis Clerisseau.
El área sobre la que fue edificada la iglesia fue donada por el rey de Francia Carlos VIII a la Orden de los Mínimos de San Francisco de Paula. Así, toda la zona de la Trinità dei Monti fue, a partir del siglo XVI, un área de influencia francesa. La celebérrima escalinata de la Piazza di Spagna, inaugurada por Benedicto XIII en 1725, fue realizada por Alessandro Specchi con financiación francesa, para celebrar la paz entre Francia y España, conectando así la plaza española (que debe su nombre a la embajada ibérica) con la iglesia francesa. A un lado de la escalinata se divisa la Villa Médici, sede de la Academia Francesa en Roma. Los dos relojes de la iglesia señalan uno la hora de Roma, y otro la de París. Esta iglesia, como la del conjunto dedicado a San Luis de los Franceses, pertenece a los Establecimientos Piadosos de Francia en Roma y Loreto (Pieux Établissements de la France à Rome et à Lorette). A este título, la propiedad, la gestión y el mantenimiento de este edificio corren a cargo del Estado francés.
Delante de la Trinità dei Monti, a finales del siglo XVIII, el papa Pío VI hizo erigir el Obelisco Salustiano, el último de los grandes obeliscos alzados por la Roma papal, realizado en época romana imperial a imitación de los obeliscos egipcios.

## Galería de imágenes

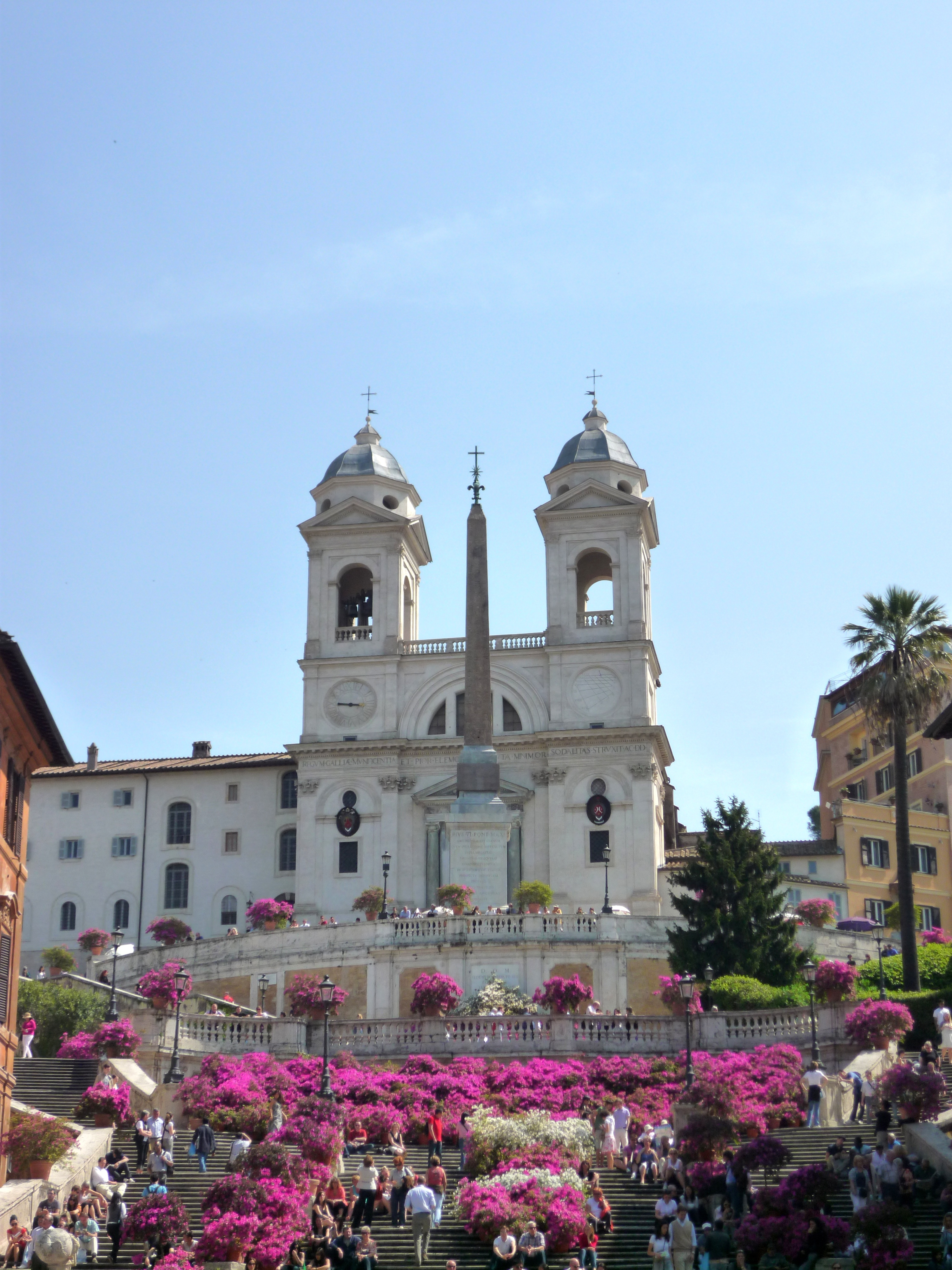
Vista de la Piazza di Spagna con la iglesia al fondo
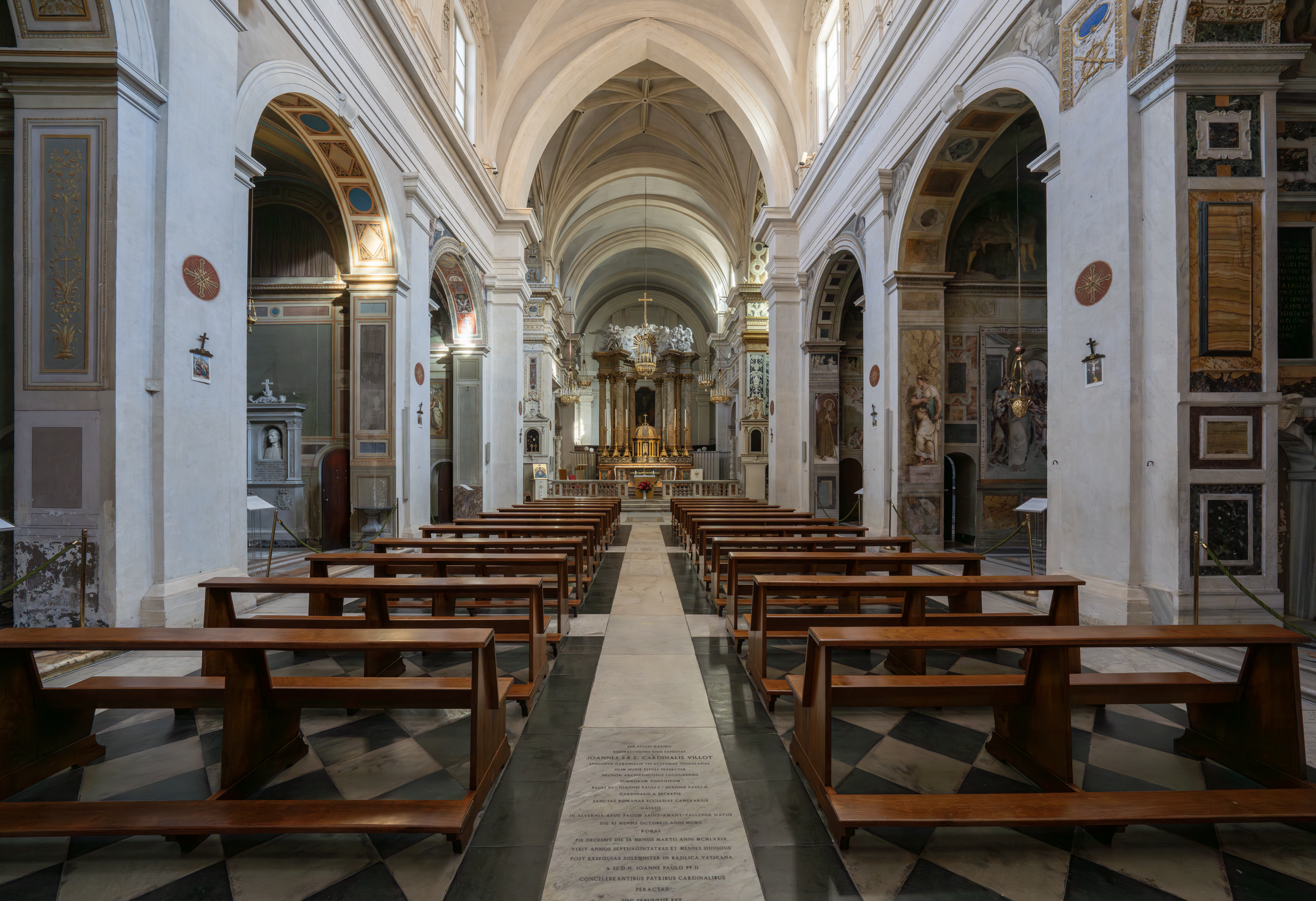
Vista de la nave
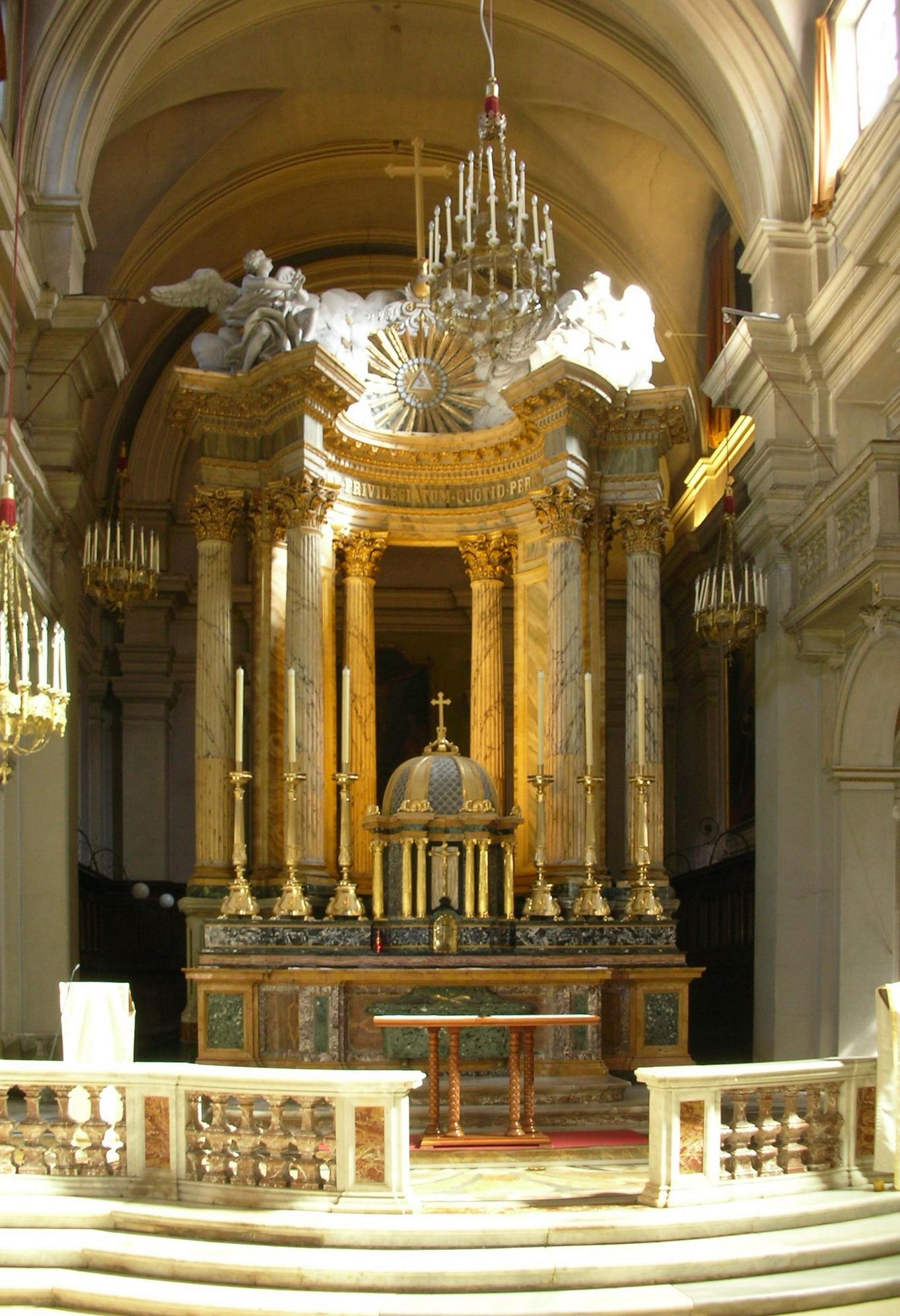
El altar mayor
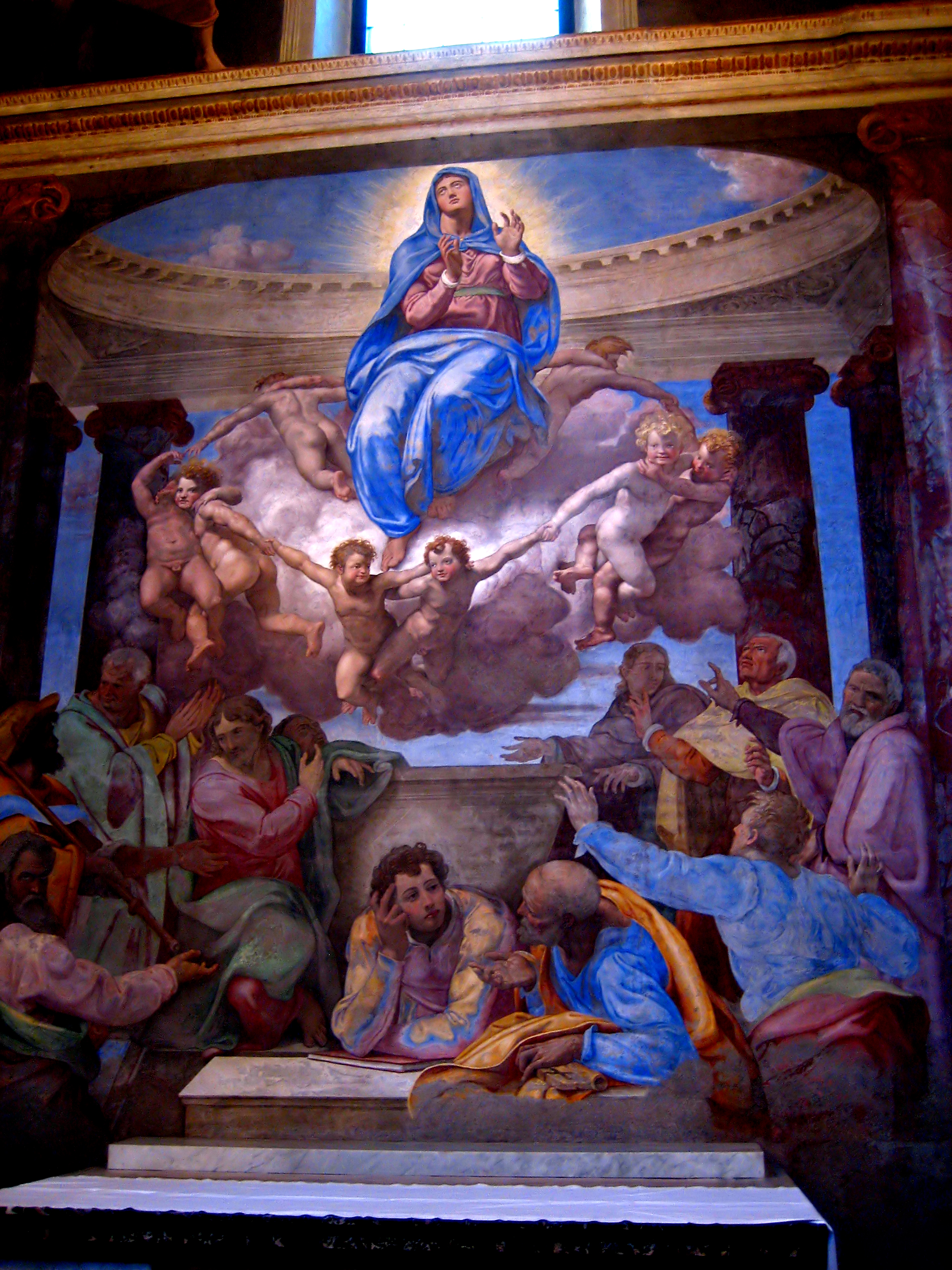
La Asunción de la Virgen, por Daniele da Volterra, en la capilla Della Rovere